# Polityka zagraniczna Monako

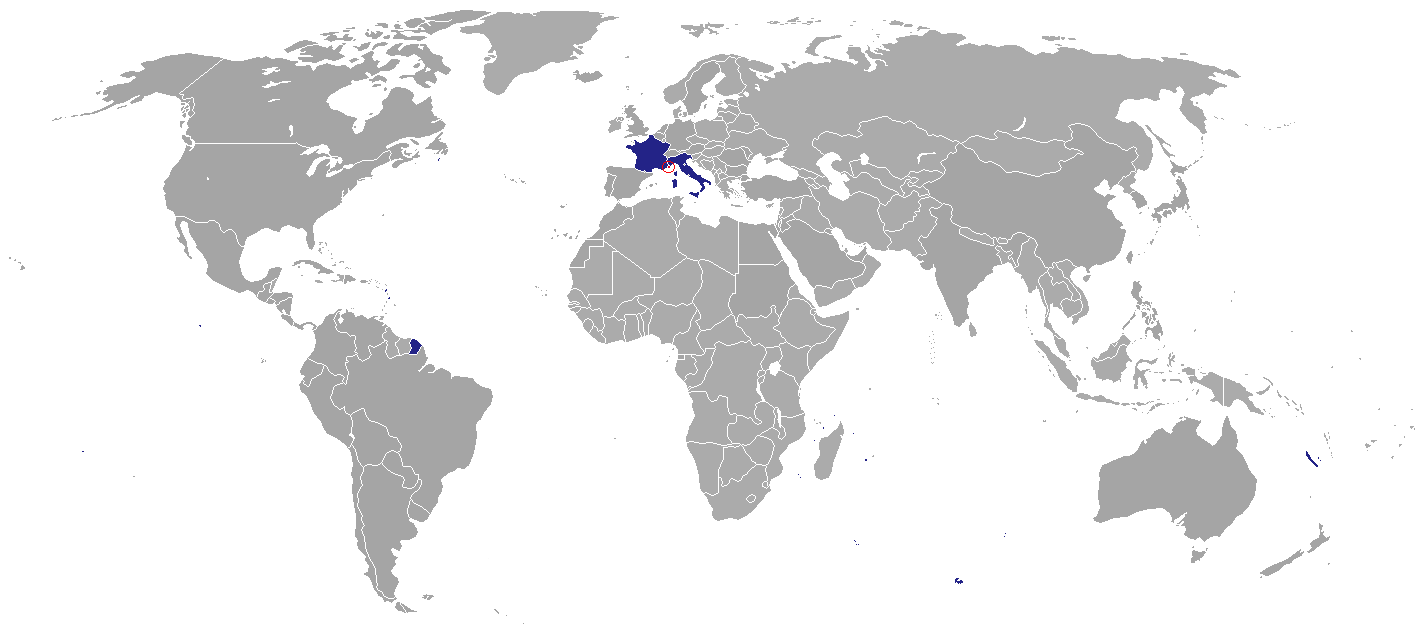
Placówki dyplomatyczne Księstwa Monako na świecie.

Monako jako w pełni niepodległe oraz suwerenne państwo ma własną politykę zagraniczną. Jest mocno związane z Francją, z którą utrzymuje bliskie stosunki dyplomatyczne. Francja w 1919 roku wraz z podpisaniem traktatu wersalskiego zobowiązała się do obrony suwerenności Monako oraz ochrony kraju przed militarną agresją. W zamian za ochronę Monako miało zagwarantować Francji strefę wpływów. Traktat z Wersalu został zreformowany podczas spotkań obu krajów, w 1945 oraz 1963 roku.
W 2002 roku Monako podpisało z Francją nową umowę, która weszła w życie w 2005 roku. Umowa zawiera następujące gwarancje:
- Francja ma konsula generalnego, który będzie rezydował we francuskiej ambasadzie.
- Francja akceptuje warunki konstytucji Monako z 1962 roku, w którym jest potwierdzony zapis o linii sukcesyjnej w Księstwie Monako.

Monako jako kraj niezrzeszony w Unii Europejskiej, lecz mający szczególne stosunki z Francją ma prawo do stowarzyszenia z krajami wchodzącymi w skład UE oraz ma możliwość wprowadzenia euro jako walutę narodową.
Monako jest pełnoprawnym członkiem ONZ, do której państwo wstąpiło w 1993 roku. 4 października 2004 roku dołączyło do Rady Europy.
Monako jest również członkiem Interpolu oraz Międzynarodowej Organizacji Hydrograficznej, której siedziba znajduje się właśnie w Monako.
Monako ma 10 misji dyplomatycznych w Europie Zachodniej, ma stałego członka w Radzie Europy oraz ONZ. Państwo ma także 106 generalnych konsulatów w 45 państwach świata. 76 krajów ma swoje ambasady lub konsulaty na terenie Monako.
W 2006 roku Monako oraz Stany Zjednoczone odnowiły swoje stosunki dyplomatyczne wkrótce po tym USA założyła swoją pierwszą placówkę dyplomatyczną na terenie Monako.